# Мої люди
«Мої люди» — радянський двосерійний телефільм 1990 року, знятий режисером Олегом Гойдою на Кіностудії ім. О. Довженка.

## Сюжет
За однойменним романом Руслана Кірєєва. Фільм про життєві та сімейні проблеми сьогодення, про вічний конфлікт «батьків і дітей».

## У ролях
- Ірина Буніна — Тамара
- Віктор Борцов — Василь
- Анастасія Буніна — Інна
- Євген Князєв — Ернст
- Ольга Антонова — мати Ернста
- Ваня Ошаров — Ром
- Майя Булгакова — бабуся Інни
- Ольга Анохіна — Лариса
- Володимир Горюшин — Євген
- Сергій Никоненко — Мінаєв
- Ольга Гобзєва — Кіра Михайлівна
- Ірина Соколова — Софія Володимирівна
- Володимир Носик — неприємний тип
- Юрій Мисенков — викладач
- Ада Волошина — Зінаїда Марківна
- Ольга Білинська — епізод
- А. Лоппо — епізод
- Костянтин Кондратюк — епізод
- Павло Бондаренко — епізод
- Оксана Бігбаєва — епізод
- Аня Воронкова — епізод
- Христина Гончарова — епізод
- Андрій Зиков — хлопчик у фраку
- Агафія Болотова — нянечка
- Людмила Зверховська — вчителька
- Анатолій Барчук — епізод
- Олексій Довгань — епізод
- Наталія Кудря — гостя

## Знімальна група
- Режисер — Олег Гойда
- Сценарист — Сергій Лівнєв
- Оператор — Віталій Зимовець
- Композитор — Володимир Дашкевич
- Художник — Віталій Волинський